# Estreito de Alas

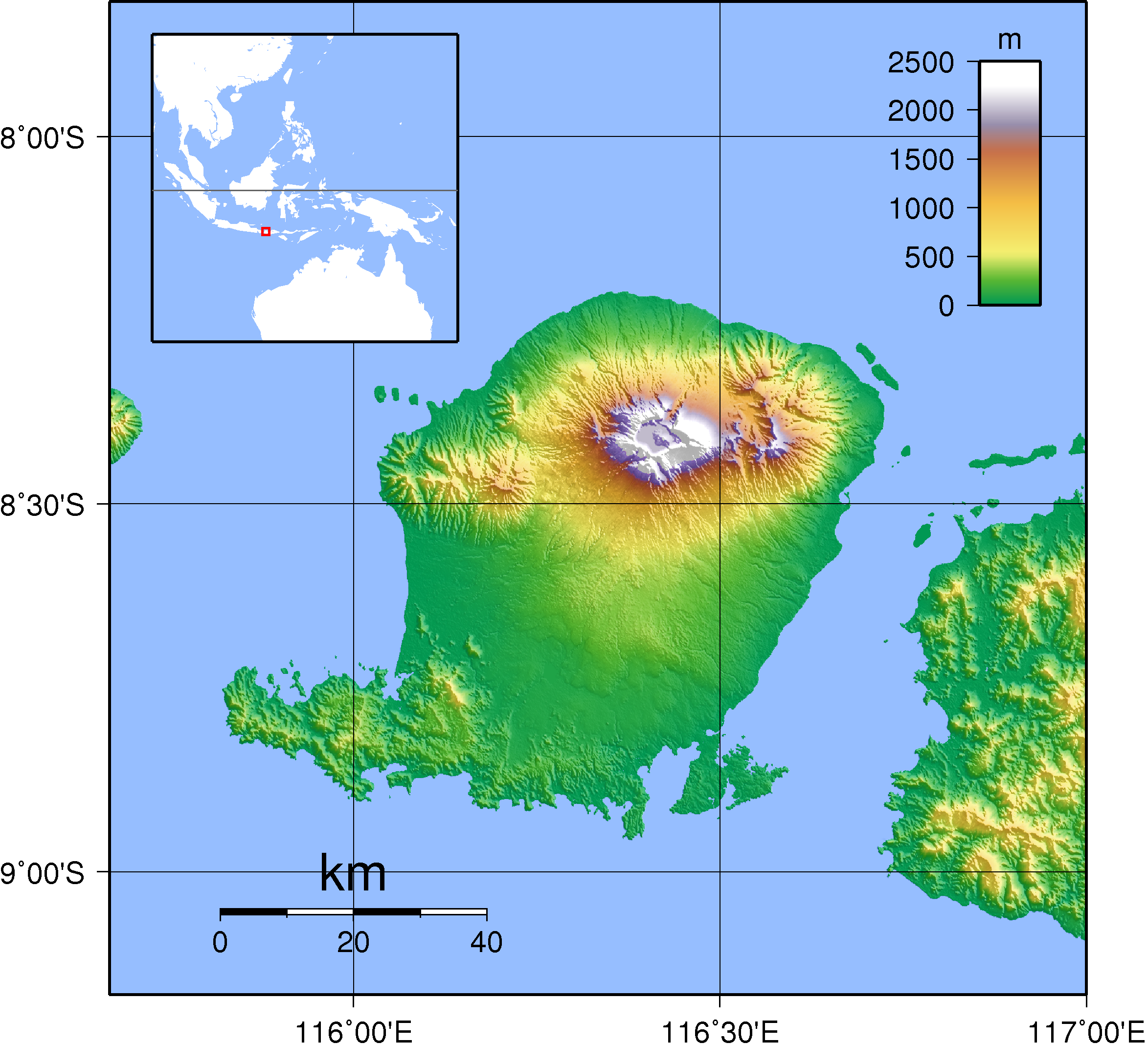
O estreito de Alas separa a ilha de Lombok (no centro do mapa) da ilha de Sumbawa (à direita).

O estreito de Alas (em indonésio:  Selat Alas) é o braço de mar que separa as ilhas de Lombok e Sumbawa, na Indonésia. Fica na província de Nusa Tenggara Ocidental.
Até há cerca de 14 milhares de anos o estreito era um istmo, quando o nível do mar estaria cerca de 75 m abaixo do nível atual, contrariamente ao estreito de Lombok e ao estreito de Alor, que continuaram a ser corpos de água durante o último máximo glacial, e que ficam em cada extremo do arco insular que atualmente tem as ilhas Lombok, Sumbawa, Komodo, Flores, Solor, Adonara e Lembata.